# الخطوط الجوية الوطنية الرحلة 27
الخطوط الجوية الوطنية الرحلة 27 طائرة ماكدونل دوغلاس دي سي-10-10 كانت تحمل علي متنها 116 راكبا و12 من أفراد الطاقم في رحلة طيران من ميامي إلي سان فرانسيسكو عبر نيو اورليانز وهيوستن ولاس فيغاس في 3 نوفمبر 1973 بقيادة الكابتن ويليام بروكي البالغ من العمر 54 عاما ذات خبرة للطيران للشركة لمدة 27 عاما والمساعد أول إدين «إدي» ساندرز البالغ من العمر 33 عاما ذات خبرة طيران للشركة لمدة 8 سنوات ومهندس الرحلة جولدن هانكس البالغ من العمر 55 عاما ذات خبرة طيران للشركة لمدة 23 عاما وعندما كانت تطير فوق وسط ولاية نيومكسيكو واجهت عطل في المحرك الثالث غير خاضع للسيطرة مما أدي إلي هبوطها إضطراريا في مطار ألباكركي الدولي بألباكركي وقد جرح 24 شخصا وقد مات الراكب جي. إف. غاردنير البالغ من العمر 53 عاما حين خرج جثته من فتحة قرب مقعده 17K في مقصورة الركاب عند مؤخرة الطائرة ونجا 127 شخصا ولم يعثر علي جثته حتي في 5 يونيو 1975 عندما كان طاقم بناء يعمل على مسارات مصفوفة المراصد الكبيرة وعثر علي بقايا الهيكل العظمي للراكب جي. إف. غاردنير وجزءآ كبيرآ من جسده وكان الراكب جي. إف. غاردنير عرف بأول ضحايا طائرات ماكدونل دوغلاس دي سي-10 قبل 4 أشهر ويوم واحد من حادث تحطم الخطوط الجوية التركية الرحلة 981.